# NGC 7512
NGC 7512 é uma galáxia elíptica (E) localizada na direcção da constelação de Pegasus. Possui uma declinação de +31° 07' 32" e uma ascensão recta de 23 horas, 12 minutos e 20,9 segundos.
A galáxia NGC 7512 foi descoberta em 28 de Setembro de 1878 por Édouard Jean-Marie Stephan.